# Anna Fornalczyk
Anna Lucyna Fornalczyk (ur. 7 stycznia 1947 w Łodzi) – polska ekonomistka, nauczyciel akademicki i menedżer, była prezes Urzędu Antymonopolowego.

## Życiorys
Ukończyła studia na Wydziale Ekonomiczno-Socjologicznym Uniwersytetu Łódzkiego. Obroniła następnie doktorat i habilitację. W latach 1969–2002 zawodowo związana z UŁ, od 1993 na stanowisku profesora. W latach 2003–2008 była zatrudniona jako profesor w Wyższej Szkole Biznesu – National-Louis University w Nowym Sączu. W 2008 została pracownikiem naukowym w Katedrze Integracji Europejskiej i Marketingu Międzynarodowego na Wydziale Organizacji i Zarządzania Politechniki Łódzkiej.
Od 1990 do 1995 była pierwszym prezesem Urzędu Antymonopolowego, powołanego w celu zapewnienia rozwoju konkurencji, ochrony podmiotów gospodarczych narażonych na stosowanie praktyk monopolistycznych oraz ochrony interesów konsumentów. W latach 1998–2000 pełniła funkcję szefa Gabinetu Politycznego ministra finansów Leszka Balcerowicza. Uczestniczyła w negocjacjach traktatu stowarzyszeniowego między Polska i Europejską Wspólnotą Gospodarczą. Pełniła też różne funkcje w resortowych grupach eksperckich, m.in. w 2003 weszła w skład zespołu doradców przy ministrze finansów.
W 1998 zaczęła prowadzić działalność gospodarczą w zakresie doradztwa antymonopolowego i pomocy publicznej (od 2004 jako współwłaściciel spółki jawnej COMPER Fornalczyk i Wspólnicy). Powoływano ją również do różnych rad nadzorczych, w tym Agory (w 2002) i ING Banku Śląskiego (w 2005), której została przewodniczącą. Została członkinią rady dyrektorów Polsko-Amerykańskiej Fundacji Wolności oraz komitetu zarządzającego European Policy Centre z siedzibą w Brukseli.

## Odznaczenia
- Krzyż Oficerski Orderu Odrodzenia Polski (2015)[2][3]

## Publikacje
- Biznes a ochrona konkurencji, 2007.
- Jugosłowiański system gospodarczy 1950–1976, 1979.
- Organizacyjne problemy funkcjonowania gospodarki socjalistycznej, 1988.
- Pomoc publiczna dla przedsiębiorstw w Unii Europejskiej i w Polsce, 1998.